# Republiek Winburg-Potchefstroom
De republiek Winburg-Potchefstroom was een Boerenrepubliek van 9 april 1844 tot 3 februari 1848. De republiek werd gesticht door Andries Hendrik Potgieter, leider van de Voortrekkers, via een fusie van de republieken Winburg en Potchefstroom.
De republiek hield op te bestaan toen Winburg op 3 februari 1848 voor het Verenigd Koninkrijk geannexeerd werd door Harry Smith als onderdeel van de Oranjeriviersoevereiniteit. Potchefstroom werd onderdeel van het gebied dat in 1852 erkend werd als de Zuid-Afrikaansche Republiek (Transvaal).